# Форначе (Фрозиноне)
Форначе (итал. Fornace) је насеље у Италији у округу Фрозиноне, региону Лацио.
Према процени из 2011. у насељу је живело 22 становника. Насеље се налази на надморској висини од 107 м.